# 2015年亞洲角力錦標賽
2015年亞洲角力錦標賽於5月6日至10日在卡達杜哈阿斯拜爾體育館排球館舉行。

## 獎牌榜
| 排名 | 国家／地区 | 金牌 | 银牌 | 铜牌 | 總數 |
| ---- | ---------- | ---- | ---- | ---- | ---- |
| 1    | 伊朗       | 7    | 3    | 3    | 13   |
| 2    | 日本       | 4    | 5    | 9    | 18   |
| 3    | 中国       | 4    | 3    | 5    | 12   |
| 4    |            | 3    | 0    | 6    | 9    |
| 5    |            | 2    | 2    | 8    | 12   |
| 6    |            | 2    | 0    | 2    | 4    |
| 7    |            | 1    | 6    | 1    | 8    |
| 8    | 蒙古国     | 1    | 1    | 5    | 7    |
| 9    |            | 0    | 3    | 1    | 4    |
| 10   | 印度       | 0    | 1    | 4    | 5    |
| 11   |            | 0    | 0    | 2    | 2    |
| 12   | 中華臺北   | 0    | 0    | 1    | 1    |
| 總計 | 總計       | 24   | 24   | 47   | 95   |

## 團體排名
| 排名 | 男子自由式 | 男子自由式 | 男子希羅式 | 男子希羅式 | 女子自由式 | 女子自由式 |
| 排名 | 隊伍       | 積分       | 隊伍       | 積分       | 隊伍       | 積分       |
| ---- | ---------- | ---------- | ---------- | ---------- | ---------- | ---------- |
| 1    | 伊朗       | 69         | 伊朗       | 63         | 日本       | 74         |
| 2    | 日本       | 60         |            | 58         | 中国       | 64         |
| 3    |            | 56         | 中国       | 57         |            | 61         |
| 4    | 蒙古国     | 47         |            | 54         | 印度       | 53         |
| 5    |            | 41         |            | 48         | 蒙古国     | 46         |
| 6    |            | 35         |            | 45         |            | 34         |
| 7    | 印度       | 32         | 日本       | 39         |            | 29         |
| 8    |            | 15         | 印度       | 21         |            | 13         |
| 9    |            | 20         |            | 15         | 越南       | 13         |
| 10   | 伊拉克     | 20         |            | 14         | 中華臺北   | 11         |

## 獎牌得主

### 男子自由式
| 項目      | 金牌                                            | 银牌                                        | 铜牌                                   |
| 57公斤級  | 额尔德内巴特·别赫巴亚尔 · 蒙古（MGL）           | Samat Nadyrbek Uulu · 吉尔吉斯斯坦（KGZ）   | Younes Sarmasti · 伊朗（IRI）          |
| 57公斤級  | 额尔德内巴特·别赫巴亚尔 · 蒙古（MGL）           | Samat Nadyrbek Uulu · 吉尔吉斯斯坦（KGZ）   | Fumitaka Morishita · 日本（JPN）       |
| 61公斤級  | Daulet Niyazbekov · 哈萨克斯坦（KAZ）           | Behnam Ehsanpour · 伊朗（IRI）              | Masakazu Kamoi · 日本（JPN）           |
| 61公斤級  | Daulet Niyazbekov · 哈萨克斯坦（KAZ）           | Behnam Ehsanpour · 伊朗（IRI）              | Batboldyn Nomin · 蒙古（MGL）          |
| 65公斤級  | Masoud Esmaeilpour · 伊朗（IRI）                | Tomotsugu Ishida · 日本（JPN）              | Ruslan Pliev · 乌兹别克斯坦（UZB）     |
| 65公斤級  | Masoud Esmaeilpour · 伊朗（IRI）                | Tomotsugu Ishida · 日本（JPN）              | Ganzorigiin Mandakhnaran · 蒙古（MGL） |
| 70公斤級  | 别克佐德·阿布杜拉赫莫诺夫 · 乌兹别克斯坦（UZB） | Elaman Dogdurbek Uulu · 吉尔吉斯斯坦（KGZ） | Takafumi Kojima · 日本（JPN）          |
| 70公斤級  | 别克佐德·阿布杜拉赫莫诺夫 · 乌兹别克斯坦（UZB） | Elaman Dogdurbek Uulu · 吉尔吉斯斯坦（KGZ） | Gantulgyn Iderkhüü · 蒙古（MGL）       |
| 74公斤級  | Peiman Yarahmadi · 伊朗（IRI）                  | Daisuke Shimada · 日本（JPN）               | Narsingh Pancham Yadav · 印度（IND）   |
| 74公斤級  | Peiman Yarahmadi · 伊朗（IRI）                  | Daisuke Shimada · 日本（JPN）               | Rashid Kurbanov · 乌兹别克斯坦（UZB）  |
| 86公斤級  | 阿里礼萨·卡里米 · 伊朗（IRI）                   | 松本笃史 · 日本（JPN）                      | Umidjon Ismanov · 乌兹别克斯坦（UZB）  |
| 86公斤級  | 阿里礼萨·卡里米 · 伊朗（IRI）                   | 松本笃史 · 日本（JPN）                      | Pürveegiin Ösökhbaatar · 蒙古（MGL）   |
| 97公斤級  | Mohammad Hossein Mohammadian · 伊朗（IRI）      | Magomed Musaev · 吉尔吉斯斯坦（KGZ）        | Kim Jae-gang · 韩国（KOR）             |
| 97公斤級  | Mohammad Hossein Mohammadian · 伊朗（IRI）      | Magomed Musaev · 吉尔吉斯斯坦（KGZ）        | Takeshi Yamaguchi · 日本（JPN）        |
| 125公斤級 | 艾阿尔·拉扎列夫 · 吉尔吉斯斯坦（KGZ）           | Komeil Ghasemi · 伊朗（IRI）                | 邓志伟 · 中国（CHN）                   |
| 125公斤級 | 艾阿尔·拉扎列夫 · 吉尔吉斯斯坦（KGZ）           | Komeil Ghasemi · 伊朗（IRI）                | Farkhod Anakulov · 塔吉克（TJK）       |

### 男子希羅式
| 項目      | 金牌                                          | 银牌                                   | 铜牌                                         |
| 59公斤級  | 埃勒穆拉特·塔斯穆拉多夫 · 乌兹别克斯坦（UZB） | 尹元哲 · 朝鲜（PRK）                   | 太田忍 · 日本（JPN）                         |
| 59公斤級  | 埃勒穆拉特·塔斯穆拉多夫 · 乌兹别克斯坦（UZB） | 尹元哲 · 朝鲜（PRK）                   | Arsen Eraliev · 吉尔吉斯斯坦（KGZ）          |
| 66公斤級  | 柳汉寿 · 韩国（KOR）                          | 穆罕默德·阿里·盖拉伊 · 伊朗（IRI）     | 杰梅乌·扎德拉耶夫 · 哈萨克斯坦（KAZ）        |
| 66公斤級  | 柳汉寿 · 韩国（KOR）                          | 穆罕默德·阿里·盖拉伊 · 伊朗（IRI）     | Zheng Pan · 中国（CHN）                      |
| 71公斤級  | Ramin Taheri · 伊朗（IRI）                    | Ruslan Tsarev · 吉尔吉斯斯坦（KGZ）    | Nurbek Kholmukhammatov · 乌兹别克斯坦（UZB） |
| 71公斤級  | Ramin Taheri · 伊朗（IRI）                    | Ruslan Tsarev · 吉尔吉斯斯坦（KGZ）    | Zhang Ridong · 中国（CHN）                   |
| 75公斤級  | 金炫雨 · 韩国（KOR）                          | Atabek Azisbekov · 吉尔吉斯斯坦（KGZ） | Dilshod Turdiev · 乌兹别克斯坦（UZB）        |
| 75公斤級  | 金炫雨 · 韩国（KOR）                          | Atabek Azisbekov · 吉尔吉斯斯坦（KGZ） | Payam Bouyeri · 伊朗（IRI）                  |
| 80公斤級  | Yousef Ghaderian · 伊朗（IRI）                | Aishan Aisha · 中国（CHN）             | Jonibek Otabekov · 乌兹别克斯坦（UZB）       |
| 80公斤級  | Yousef Ghaderian · 伊朗（IRI）                | Aishan Aisha · 中国（CHN）             | Zhassulan Koshanov · 哈萨克斯坦（KAZ）       |
| 85公斤級  | 鲁斯塔姆·阿萨卡洛夫 · 乌兹别克斯坦（UZB）     | Nursultan Tursynov · 哈萨克斯坦（KAZ） | Taichi Oka · 日本（JPN）                     |
| 85公斤級  | 鲁斯塔姆·阿萨卡洛夫 · 乌兹别克斯坦（UZB）     | Nursultan Tursynov · 哈萨克斯坦（KAZ） | Park Jin-sung · 韩国（KOR）                  |
| 98公斤級  | Mehdi Aliyari · 伊朗（IRI）                   | 肖棣 · 中国（CHN）                     | Margulan Assembekov · 哈萨克斯坦（KAZ）      |
| 98公斤級  | Mehdi Aliyari · 伊朗（IRI）                   | 肖棣 · 中国（CHN）                     | 斋川哲克 · 日本（JPN）                       |
| 130公斤級 | Nurmakhan Tinaliyev · 哈萨克斯坦（KAZ）       | Meng Qiang · 中国（CHN）               | Murodjon Tuychiev · 塔吉克（TJK）            |
| 130公斤級 | Nurmakhan Tinaliyev · 哈萨克斯坦（KAZ）       | Meng Qiang · 中国（CHN）               | Bashir Babajanzadeh · 伊朗（IRI）            |

### 女子自由式
| 項目     | 金牌                        | 银牌                                    | 铜牌                                      |
| 48公斤級 | 入江雪 · 日本（JPN）        | 维内什·波加特 · 印度（IND）             | Kim Hyon-gyong · 朝鲜（PRK）              |
| 48公斤級 | 入江雪 · 日本（JPN）        | 维内什·波加特 · 印度（IND）             | Tatyana Amanzhol · 哈萨克斯坦（KAZ）      |
| 53公斤級 | Zhong Xuechun · 中国（CHN） | Pak Yong-mi · 朝鲜（PRK）               | 入江奈奈美 · 日本（JPN）                  |
| 53公斤級 | Zhong Xuechun · 中国（CHN） | Pak Yong-mi · 朝鲜（PRK）               | 茹尔德兹·埃希莫娃 · 哈萨克斯坦（KAZ）     |
| 55公斤級 | Anri Kimura · 日本（JPN）   | Han Kum-ok · 朝鲜（PRK）                | Lalita Sehrawat · 印度（IND）             |
| 55公斤級 | Anri Kimura · 日本（JPN）   | Han Kum-ok · 朝鲜（PRK）                | Li Hui · 中国（CHN）                      |
| 58公斤級 | 伊调馨 · 日本（JPN）        | 艾苏卢·特尼别科娃 · 吉尔吉斯斯坦（KGZ） | Aiyim Abdildina · 哈萨克斯坦（KAZ）       |
| 58公斤級 | 伊调馨 · 日本（JPN）        | 艾苏卢·特尼别科娃 · 吉尔吉斯斯坦（KGZ） | Geeta Phogat · 印度（IND）                |
| 60公斤級 | 骆晓娟 · 中国（CHN）        | Yoshimi Kayama · 日本（JPN）            | Sakshi Malik · 印度（IND）                |
| 60公斤級 | 骆晓娟 · 中国（CHN）        | Yoshimi Kayama · 日本（JPN）            | None awarded                              |
| 63公斤級 | 西洛卓玛 · 中国（CHN）      | 村田夏南子 · 日本（JPN）                | 叶卡捷琳娜·拉里奥诺娃 · 哈萨克斯坦（KAZ） |
| 63公斤級 | 西洛卓玛 · 中国（CHN）      | 村田夏南子 · 日本（JPN）                | Enkhbayaryn Tsevegmid · 蒙古（MGL）       |
| 69公斤級 | 周凤 · 中国（CHN）          | 埃尔米拉·瑟兹德科娃 · 哈萨克斯坦（KAZ） | 陳玟陵 · 中華臺北（TPE）                  |
| 69公斤級 | 周凤 · 中国（CHN）          | 埃尔米拉·瑟兹德科娃 · 哈萨克斯坦（KAZ） | Kayoko Kudo · 日本（JPN）                 |
| 75公斤級 | 皆川博惠 · 日本（JPN）      | Badrakhyn Odonchimeg · 蒙古（MGL）      | Gulmaral Yerkebayeva · 哈萨克斯坦（KAZ）  |
| 75公斤級 | 皆川博惠 · 日本（JPN）      | Badrakhyn Odonchimeg · 蒙古（MGL）      | 周倩 · 中国（CHN）                        |

## 外部連結
- UWW 官方網站（页面存档备份，存于）